# Hybos dissonus
Hybos dissonus är en tvåvingeart som beskrevs av Ale-rocha 2001. Hybos dissonus ingår i släktet Hybos och familjen puckeldansflugor. Inga underarter finns listade i Catalogue of Life.